# Бібліотека № 8 для дітей (Київ)
Бібліотека № 8 для дітей Печерського району міста Києва.

## Адреса
01133 м. Київ вулиця Арсенальна, 17 тлф 295-02-16

## Характеристика
Площа приміщення бібліотеки — 193 м², книжковий фонд — 26,5 тис. примірників. Щорічно обслуговує 2,2 тис. користувачів, кількість відвідувань за рік — 16,0 тис., книговидач — 46,0 тис. примірників.

## Історія бібліотеки
Бібліотека заснована у 1970 році. Бібліотечне обслуговування: 2 абонементи, 2 читальні зали.